# Chilchotla
Chilchotla è una municipalità dello stato di Puebla, nel Messico centrale, il cui capoluogo è la località omonima.
Conta 19.257 abitanti (2010) e ha una estensione di 146,95 km². 	 	
Il significato del nome della località in lingua nahuatl è luogo dove nasce molto mais.